# Żaneta Skowrońska
Żaneta Skowrońska (ur. 11 października 1979 roku w Zakrzowie) – polska zawodniczka sportowa w dyscyplinie jeździectwo w konkurencji ujeżdżenia i konkurencji skoków. Zawodniczka sportowa od lat związana z Ludowym Klubem Jeździeckim „Lewada” w Zakrzowie. Reprezentantka Polski w kadrze P.Z.J., eksponowana na wielu zawodach międzynarodowych w konkurencji ujeżdżanie. Wielokrotna medalistka Mistrzostw Polski Seniorów. Jest członkiem polskiej kadry narodowej z ramienia PZJ.

## Sukcesy jeździeckie w dyscyplinie ujeżdżanie

### Mistrzostwa Młodych Jeźdźców
- 2000 rok. Mistrzostwa Młodych Jeźdźców na koniu „Goldamos” – złoty medal, debiut sportowy 21 -letniej Żanety Skowrońskiej w dyscyplinie ujeżdżanie

### Mistrzostwa Polski Seniorów w ujeżdżaniu
- Mistrzostwa Polski Seniorów w roku 2001 w dyscyplinie ujeżdżanie na koniu „Goldamos” – złoty medal;
- Mistrzostwa Polski Seniorów w roku 2002 w dyscyplinie ujeżdżanie na koniu „Goldamos” – złoty medal;
- Mistrzostwa Polski Seniorów w roku 2003 w dyscyplinie ujeżdżanie na koniu „Goldamos” – srebrny medal;
- Mistrzostwa Polski Seniorów w roku 2004 w dyscyplinie ujeżdżanie na koniu „Goldamos” – brązowy medal;
- Mistrzostwa Polski Seniorów w roku 2005 w dyscyplinie ujeżdżanie na koniu „Goldamos” – brązowy medal;
- Mistrzostwa Polski Seniorów w roku 2006 w dyscyplinie ujeżdżanie na koniu „Goldamos” – srebrny medal;
- Mistrzostwa Polski Seniorów w roku 2007 w dyscyplinie ujeżdżanie na koniu „Goldamos” – brązowy medal;
- Mistrzostwa Polski Seniorów w roku 2019 w dyscyplinie ujeżdżanie na koniu „Goldamos” – brązowy medal;

### Mistrzostwach Polski Młodych Koni
- W latach 2005–2008 Żaneta na koniu imieniem „With You” (klacz), zwyciężała trzykrotnie w Mistrzostwach Polski Młodych Koni w kategoriach cztero-, pięcio- i sześciolatków hodowli zagranicznej, a sukcesy kontynuowała z koniem „Beethoven”.

### Mistrzostwach Świata Młodych Koni
W latach 2007–2009 amazonka uzyskiwała wstępne kwalifikacje międzynarodowe i brała udział w Mistrzostwach Świata Młodych Koni w Verden. Wielokrotnie jako zawodniczka kadry narodowej Żaneta Skowrońska reprezentowała Polskę:
- na Mistrzostwach Świata w Akwizgranie;
- Mistrzostwach Europy w Hagen 2005;
- Mistrzostwach Świata w Caen 2014;
- Mistrzostwach Europy Aachen 2015.

### Mistrzostwa Polski w jeździectwie w konkurencji ujeżdżenie
W 2022 roku zawodniczka kadry narodowej wygrała Mistrzostwa Polski w jeździectwie w konkurencji ujeżdżenia — złoty medal MP. .